# タシロイモ科
タシロイモ科 (Taccaceae) は単子葉植物の科で、タシロイモ属（Tacca、ただし一部をSchizocapsa属として分けることもある）の31種ほどからなる。世界の熱帯に産する。
地下にはいも（根茎）があり、葉はサトイモ科のスパティフィラムなどに似て幅広く、根元から叢生する。花は6枚の花被をもち、茎の先に散状花序をつくる。花序は苞葉で包まれる。
東南アジア原産のタシロイモ（田代芋、T. leontopetaloides：中国名は「蒟蒻薯」）などは、いもからデンプンを採るために栽培される。田代芋の名は、これを台湾から日本に初めて紹介した植物学者、田代安定にちなむ。
またクロバナタシロイモ (T. chantrieri) は、ブラックキャット・バットフラワーなどの名（黒い苞葉とひげ状突起が、黒猫やコウモリを思わせることから）で観賞用に栽培される。
ヤマノイモ科に近縁であり、APG植物分類体系ではヤマノイモ科に入れる。

## ギャラリー

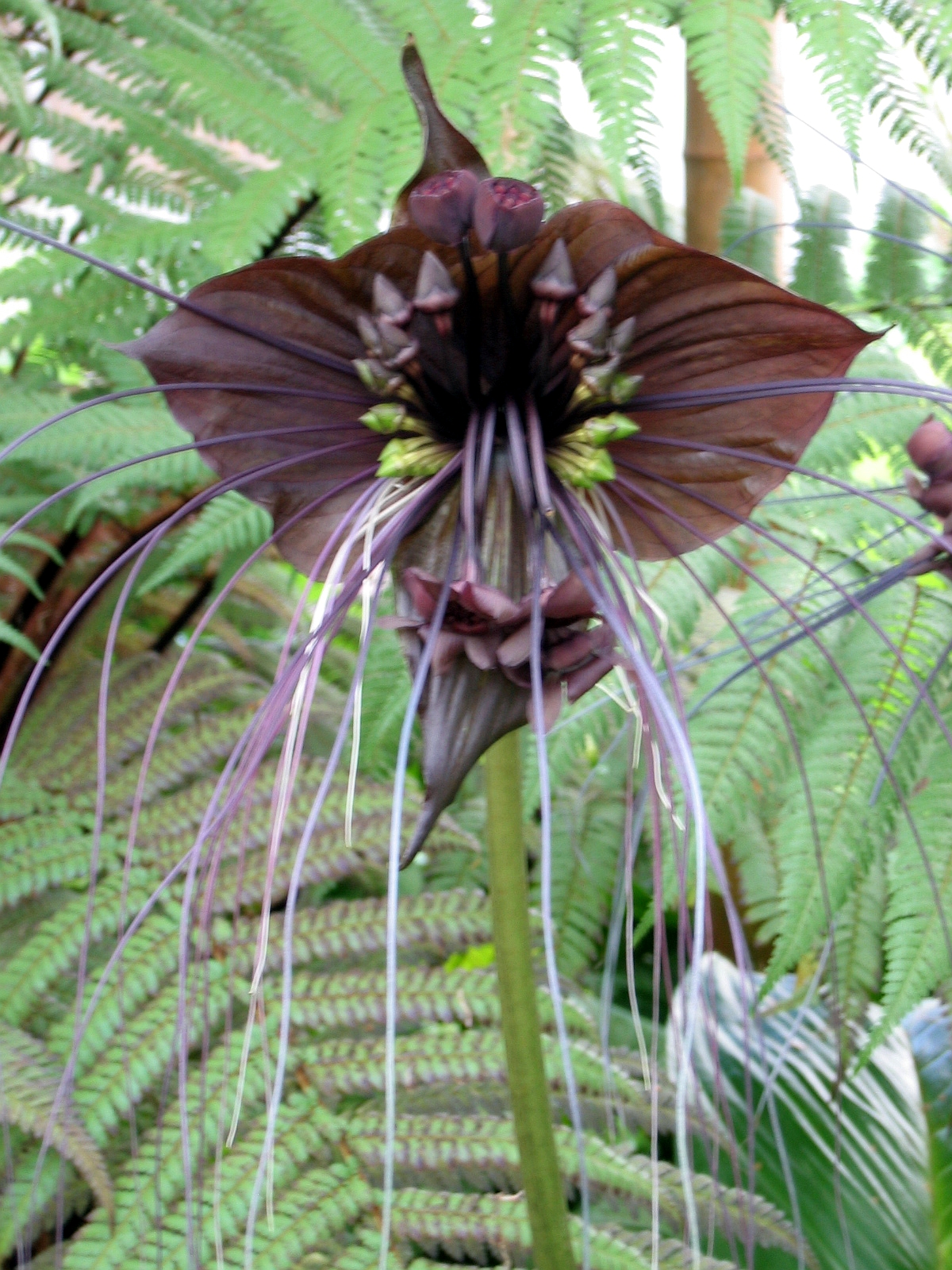
クロバナタシロイモ Tacca chantrieri André (1901)
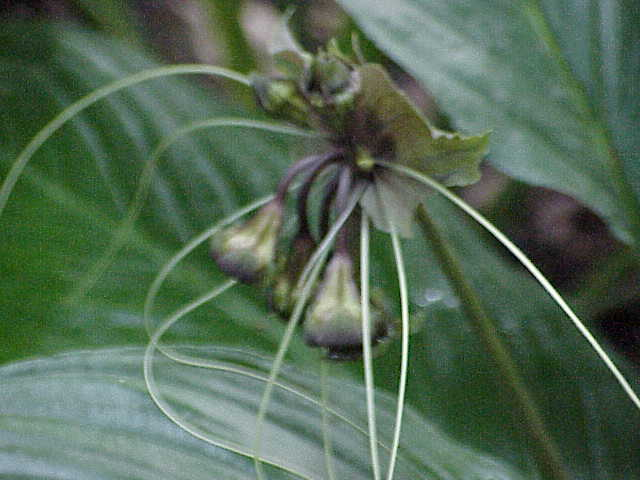
クロバナタシロイモ Tacca chantrieri André (1901)